# Martin Delavallée
Martin Delavallée (Charleroi, 18 marzo 2004) è un calciatore belga, portiere dello Charleroi.

## Biografia
Prima di firmare professionalmente con lo Charleroi, è stato anche un giocatore di balle pelote.

## Carriera
Il 18 giugno seguente viene tesserato con un annuale dallo Charleroi; il 3 aprile 2023 rinnova per un'altra stagione con i bianconeri. Il 4 luglio prolunga fino al 2025; l'11 dicembre 2024, dopo aver momentaneamente sostituito il titolare Mohamed Koné, rinnova ulteriormente fino al 2027 con le Zebre. Nella parte finale della stagione si impone come titolare nel ruolo.

## Statistiche

### Presenze e reti nei club
Statistiche aggiornate al 17 agosto 2025.
| Stagione         | Squadra          | Campionato       | Campionato | Campionato | Coppe nazionali | Coppe nazionali | Coppe nazionali | Coppe continentali | Coppe continentali | Coppe continentali | Altre coppe | Altre coppe | Altre coppe | Totale | Totale | Totale |
| Stagione         | Squadra          | Comp             | Pres       | Reti       | Comp            | Pres            | Reti            | Comp               | Pres               | Reti               | Comp        | Pres        | Reti        | Pres   | Reti   |        |
| ---------------- | ---------------- | ---------------- | ---------- | ---------- | --------------- | --------------- | --------------- | ------------------ | ------------------ | ------------------ | ----------- | ----------- | ----------- | ------ | ------ | ------ |
| 2021-2022        | R.E. Mouscron    | D2               | 1          | -2         | CB              | 0               | 0               | -                  | -                  | -                  | -           | -           | -           | 1      | -2     |        |
| 2022-2023        | Charleroi        | D1               | 0          | 0          | CB              | 0               | 0               | -                  | -                  | -                  | -           | -           | -           | 0      | 0      |        |
| 2023-2024        | Charleroi        | D1               | 2          | 0          | CB              | 0               | 0               | -                  | -                  | -                  | -           | -           | -           | 2      | 0      |        |
| 2024-2025        | Charleroi        | D1               | 18+1       | -23 + -1   | CB              | 1               | 0               | -                  | -                  | -                  | -           | -           | -           | 20     | -24    |        |
| 2025-2026        | Charleroi        | D1               | 4          | -4         | CB              | 0               | 0               | UCoL               | 2                  | -2                 | -           | -           | -           | 6      | -6     |        |
| Totale Charleroi | Totale Charleroi | Totale Charleroi | 24+1       | -27 + -1   |                 | 1               | 0               |                    | 2                  | -2                 |             | -           | -           | 28     | -30    |        |
| Totale carriera  | Totale carriera  | Totale carriera  | 25+1       | -29 + -1   |                 | 1               | 0               |                    | 2                  | -2                 |             | -           | -           | 29     | -32    |        |